# Calodesma collaris
Calodesma collaris är en fjärilsart som beskrevs av Dru Drury 1782. Calodesma collaris ingår i släktet Calodesma och familjen björnspinnare. Inga underarter finns listade i Catalogue of Life.